# Барлак (населённый пункт, Новосибирская область)
Барлак — населённый пункт в Мошковском районе Новосибирской области. Входит в Барлакский сельсовет. 

## География
Площадь населённого пункта — 4 гектара.

## Население
| 2002 | 2007 | 2010 |
| ---- | ---- | ---- |
| 35   | ↗42  | ↗49  |

## Инфраструктура
В населённом пункте по данным на 2007 год отсутствует социальная инфраструктура.